# Proterorhinus
Proterorhinus és un gènere de peixos de la família dels gòbids i de l'ordre dels perciformes.

## Taxonomia
- Proterorhinus marmoratus (Pallas, 1811)[2]
- Proterorhinus nasalis (Filippi, 1863)
- Proterorhinus semilunaris (Heckel, 1837)[3]
- Proterorhinus semipellucidus (Kessler, 1877)
- Proterorhinus tataricus (Freyhof & Naseka, 2007)[4][5][6][7][8][9][10]